# Michele Seccia
Michele Seccia (ur. 6 czerwca 1951 w Barletta) – włoski duchowny katolicki, arcybiskup Lecce w latach 2017-2025.

## Życiorys
Święcenia kapłańskie otrzymał 27 listopada 1977 i został inkardynowany do archidiecezji Trani i Barletta. Był m.in. dyrektorem kurialnego wydziału katechetycznego (1979-1982) oraz wikariuszem generalnym archidiecezji (1987-1997).
20 czerwca 1997 papież Jan Paweł II mianował go ordynariuszem diecezji San Severo. Sakry biskupiej udzielił mu 8 września 1997 ówczesny nuncjusz apostolski we Włoszech - arcybiskup Francesco Colasuonno.
24 czerwca 2006 został ordynariuszem diecezji Teramo-Atri, zaś 8 września 2006 kanonicznie objął urząd.
29 września 2017 papież Franciszek mianował go arcybiskupem metropolitą Lecce. Ingres odbył się 2 grudnia 2017.
18 czerwca 2025 papież Leon XIV przyjął jego rezygnację z urzędu arcybiskupa metropolity Lecce złożoną ze względu na wiek. 